# Андийак
Андийа́к (фр. Andillac, окс. Andilhac) — коммуна во Франции, находится в регионе Юг — Пиренеи. Департамент — Тарн. Входит в состав кантона Виньобль и Бастид. Округ коммуны — Альби.
Код INSEE коммуны — 81012.

## География

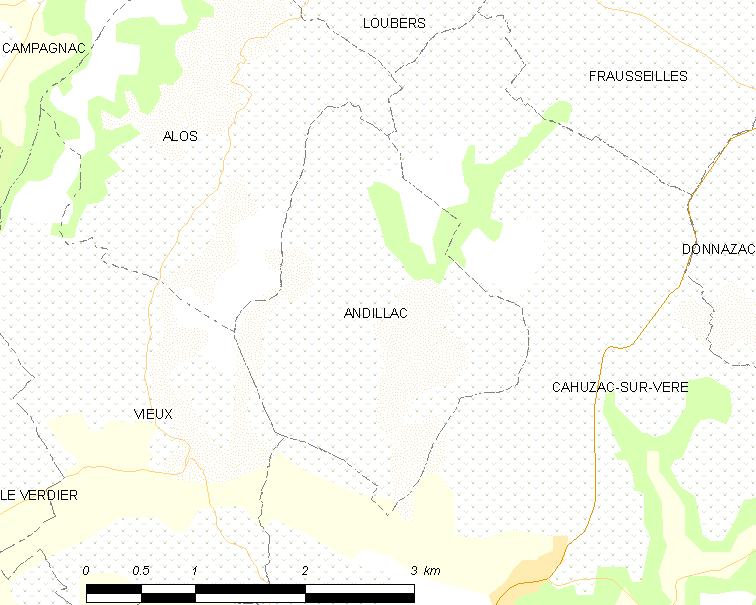
Карта коммуны

Коммуна расположена приблизительно в 550 км к югу от Парижа, в 60 км северо-восточнее Тулузы, в 22 км к западу от Альби.
Более половины территории коммуны покрыто лесами.

## Климат
Климат умеренно-океанический. Зима мягкая и дождливая, лето жаркое с частыми грозами. Ветры довольно редки.

## Население
Население коммуны на 2010 год составляло 116 человек.
| 1962 | 1968 | 1975 | 1982 | 1990 | 1999 | 2010 |
| ---- | ---- | ---- | ---- | ---- | ---- | ---- |
| 120  | 126  | 130  | 122  | 103  | 102  | 116  |

## Экономика
В 2007 году среди 74 человек в трудоспособном возрасте (15—64 лет) 55 были экономически активными, 19 — неактивными (показатель активности — 74,3 %, в 1999 году было 74,0 %). Из 55 активных работали 51 человек (27 мужчин и 24 женщины), безработных было 4 (1 мужчина и 3 женщины). Среди 19 неактивных 4 человека были учениками или студентами, 12 — пенсионерами, 3 были неактивными по другим причинам.

## Достопримечательности
- Замок-музей Кела. Родина поэта Мориса де Герена (1810—1839) и его сестры писательницы Эжени де Герен (1805—1848).